# Wilfried Magazine
Pour les articles homonymes, voir Wilfried.
Wilfried est un magazine trimestriel belge  spécialisé sur la politique belge fondé en 2017. Le magazine est  géré par une coopérative. 

## Histoire
Le magazine a été lancé grâce à une opération de financement participatif et fondé par des journalistes indépendants. Son nom est un clin d'oeil à Wilfried Martens, ancien premier ministre belge. 
Le magazine est géré par une coopérative. 
Le 22 janvier 2020, le magazine publie une interview de François De Smet et Georges-Louis Bouchez qui fait couler beaucoup d'encre. Ce dernier, informateur royal, y déclare être pour une Belgique unitaire.
En mai 2020, dans un numéro consacré à la Seconde Guerre mondiale, Wilfried Magazine donne pour la première fois la parole à Tom Van Grieken, dirigeant du Vlaams Belang, brisant ainsi le cordon médiatique,.
En octobre 2020, le magazine a lancé une édition néerlandophone, qui n'était pas une simple traduction de la version française. A le même période, la coopérative lance un magazine sportif appelé Eddy. En raison de difficultés financières, les deux magazines cessent de paraître après quelques numéros. 
En janvier 2022, les difficultés financières poussent les fondateurs du magazine à présenter un plan de sauvetage aux coopérateurs. En mars, le magazine annonce avoir réussi à se recapitaliser grâce à un appel au financement participatif et au doublement de sa communauté d'abonnés. Fin 2023, une nouvelle campagne de communication "GoFor3000" est lancée pour augmenter le nombre d'abonnés et tenter de pérenniser le magazine, notamment en vue de la super-année électorale de 2024.  

## Rédaction
Son rédacteur en chef est François Brabant.